# BlackBerry Curve 9300
BlackBerry Curve 9300（ブラックベリーカーブ9300）は、カナダの携帯電話メーカーリサーチ・イン・モーション（RIM）が開発したBlackBerryシリーズのスマートフォンで、BlackBerryシリーズの中でのスタンダードモデルとなる。日本ではNTTドコモよりドコモ スマートフォンシリーズの端末として提供される。日本のほか、アメリカ、ヨーロッパ、アジア、豪州と世界中で発売されている。

## 概要
2010年7月に発売されたBlackBerry Bold 9700に引き続き発表された機種であるが、後継機種という扱いではない。
BlackBerry Boldシリーズは、革張りの背面や高精細液晶や、高機能なカメラを搭載したエグゼクティブなタイプであるのに対し、BlackBerry Curveシリーズは液晶の解像度やカメラの画素をBoldよりも落とし、価格を下げ、気軽に購入できるようにしたモデルである。そのため米国などでは最も人気が高いシリーズといわれている。
また端末の重さも103gと日本で発売されるスマートフォンの中では一番の軽量となる。
筐体はスタンダードなBlackBerryシリーズと同様にQWERTY配列のキーボードを配したストレートタイプであり、中心部にはBold9700と同様に光学式トラックパットが配され、直感的に画面操作を行うことができる。キーボードはBlackBerry Bold 9700やBoldとは若干異なり、キーがそれぞれ独立して配置されている。
端末上部にはいままでのBlackBerryシリーズになかった音楽再生用の[＜＜]戻る [ |＞ ]再生・停止 [＞＞]局送りといったメディア再生ボタンが配されていて、コンシューマー色を高めている。パソコンにBlackBerry Desktop Softwareという同期ソフトをインストールすることで、iTunesと同期をとり、音楽を本端末にプレイリストごと取り込むことが可能となる。
3G通信機能としては、BlackBerry Bold 9700とほぼ同等で、FOMAプラスエリアや、FOMAハイスピード、GSM、GPRSなどに対応している。更にNTTドコモの国際ローミングサービスである、WORLD WINGにも対応し、海外でも利用が可能となる。
WiFi機能としては、日本で発売されるBlackBerryシリーズとしては初のIEEE802.11nに対応し300MBpsの高速通信を利用することができる。
入力言語や表示言語が日本語のほか英語、ドイツ語、フランス語、イタリア語、ロシア語、中国語、韓国語に対応する。

## BlackBerryサービス
本端末を利用するためには、これまでのBlackBerryシリーズと同様に、BlackBerry Enterprise ServiceやBlackBerry Internet Serviceのどちらかを契約しないと、通話とSMSしか利用できないが、本端末の発売日である2010年12月1日より上記BlackBerryサービスの利用料が大幅に値下げされている。また同日にはNTTドコモのキャリアメールである、iモードメールと同じ@docomo.ne.jpドメインを使ったメールの送受信が利用可能となる。あわせて絵文字の送受信も可能となる。この@docomo.ne.jpのメールアドレスを利用するためにはBlackBerry Internet Serviceと同時に、spモードの契約が必要となるが、ISPセット割が適用されるため、実質spモードの利用料は発生しない。BlackBerry Enterprise Serviceの契約者はspモードを利用することはできない。
ただspモードの契約をしなくても、BlackBerry Internet Serviceを契約すれば、@docomo.blackberry.comドメインのメールアドレスが付与され、リアルタイムプッシュのメールの送受信を行うことが可能となる。またその他に通常のPOPやIMAPに対応した、インターネットサービスプロバイダのメールアドレスや「Gmail」「Hotmail」「Yahoo!メール」「livedoor メール」「gooメール（有料版）」といったWebメールもプッシュメールで送受信が可能となる。
メッセンジャー機能も従来通り利用が可能であり、BlackBerryメッセンジャーがプリインストールされる。
その他に「Google Talk」「Windows Live メッセンジャー」プリインストールまたはインストール用ショートカットが用意されている。メッセージが着信すると、着信音やバイブレーター、LED通知で着信を知らせてくれる。
ブラウザはBlackBerry標準のブラウザが搭載されている。そのほかにOpera miniなどのサードパティーのブラウザをインストールし利用することが可能となる。
その他にGoogleとの結びつきが強く、Gmailなどがリアルタイムでプッシュ着信したり、Google Sync用アプリケーションを使って、BlackBerryのアドレス帳やカレンダーを、Googleカレンダーや連絡先と同期をとることができる。

## アプリケーション
アプリケーションはメーラーやブラウザ、カレンダー、メッセンジャー、アドレス帳のほかに、様々なサイトからダウンロードして利用することが可能となる。またRIM社が展開しているBlackBerry App Worldといわれる、BlackBerryのアプリポータルアプリケーションがプリインストールされる。ここでは有料、無料あわせて10,000を超えるアプリケーションが公開されている。
その他にドコモアプリケーションサイト、Application Centerというアプリケーションダウンロード用のツールがプリインストールされている。前者がワールドワイドなアプリケーション、後者が日本語先端のアプリケーションサイトといえる。
これらのアプリケーションポータルから様々なアプリケーションをダウンロードし端末をカスタマイズすることが可能となる。
その他に、サードパーティーのアプリケーションポータルや、サイトから自由にアプリケーションやテーマをダウンロードし、インストールが可能となる。

### プリインストールアプリ
- ブラウザ、メーラー、カレンダー、アドレス帳
- BlackBerryメッセンジャー、Google Talk、Windows Live メッセンジャー
- Twitter、Facebook、Myspace、mixiなどのSNS用アプリケーション。
- 地図 - BlackBerry Mapというアプリがプリインストールされている。他モバイルGoogle Mapsを利用することができ、GPSやストリートビューにも対応している。またナビタイムも利用することができる。
- テーマ - 様々のサイトからテーマをダウンロードし、画面のカスタマイズを行うことができる。
- ウィジェット -天気予報、株価といったウィジェットがプリインストールされている。
- ゲーム
- Document To Go - Word、Excel、PowerPointを編集できるアプリケーションプリインストールされている。メールの添付などを閲覧する際などにも利用することができる。
- Document To Go のほかにアタッチメントビューアーで（Word、Excel、PDF、PowerPoint、JPEG、GIF、TIFF、BMP、TXT、Zipのメールの添付の表示が可能となる。
- 音楽プレイヤー - iTunesやWindows Media Playerのプレイリストとの同期をとった音楽などを聴くことができる。別売りでリモコン付ヘッドセットなども利用できる。
- 時計、電卓、ボイスレコーダー、メモ帳、音声ダイヤル、タスク

## 主な対応サービス
| 主な対応サービス                                                            | 主な対応サービス                                        | 主な対応サービス               | 主な対応サービス                            |
| --------------------------------------------------------------------------- | ------------------------------------------------------- | ------------------------------ | ------------------------------------------- |
| DCMX/おサイフケータイ                                                       | うた・ホーダイ                                          | 着うたフル/着うた              | デジタルオーディオプレーヤー(WMA)(AAC)(MP3) |
| 直感ゲーム/メガiアプリ                                                      | Music&Videoチャネル/ビデオクリップ                      | GSM/3Gローミング（WORLD WING） | プッシュトーク                              |
| FOMAハイスピード                                                            | GPS/ケータイお探し                                      | デコメール/デコメ絵文字        | iチャネル                                   |
| ポケットU/ホームU                                                           | テレビ電話/キャラ電                                     | ケータイデータお預かりサービス | フルブラウザ                                |
| おまかせロック/バイオ認証リモートワイプ機能（BES）                          | 外部メモリーへiモードコンテンツ移行                     | トルカ                         | iC通信/iCお引越しサービス                   |
| きせかえツール/マチキャラ様々テーマをダウンロードし画面のカスタマイズが可能 | バーコードリーダ（アプリを入れることで可能）/名刺リーダ | 2in1                           | エリアメール                                |

## 歴史
- 2010年11月8日 - BlackBerry Curve9300の開発を発表
- 2010年11月19日 - 予約受付開始
- 2010年12月1日 - 発売開始
- 2010年12月1日 -spモード、BlackBerry Webフィルタリング開始

## 注記
1. ↑  ドコモスマートフォンサイトアプリケーション